# Enteropogon rupestris
Enteropogon rupestris är en gräsart som först beskrevs av Johann Anton Schmidt, och fick sitt nu gällande namn av Auguste Jean Baptiste Chevalier. Enteropogon rupestris ingår i släktet Enteropogon och familjen gräs. Inga underarter finns listade i Catalogue of Life.